# Suizid durch Vergiftung mit Medikamenten
Suizid durch Vergiftung mit Medikamenten, in der Literatur auch als (absichtliche) Selbsttötung durch Medikamente / Selbsttötung mit Medikamenten, Suizid durch Selbstvergiftung mit Medikamenten und (Suizid durch) Einnahme einer Überdosis Medikamente und mit weiteren Umschreibungen bezeichnet, ist eine Form des Suizides, bei der ein Mensch sich das Leben nimmt, indem er absichtlich eine Überdosis Medikamente einnimmt. In der Bundesrepublik Deutschland werden rund 13,7 % der erfassten Suizide durch Vergiftung mit Medikamenten vollzogen (Stand 2013).

## Häufigkeit
In der Bundesrepublik Deutschland ist die absichtliche Selbstvergiftung mit Medikamenten nach dem Erhängen gegenwärtig die zweithäufigste Suizidmethode aller tödlich endenden Suizidhandlungen (Stand: Erhebungen für die Jahre 1998 bis 2013). Die Zahl aller auf diese Weise durchgeführten Suizide liegt in den letzten Jahren kontinuierlich bei über 1000 Fällen pro Jahr (2011: 1.410; 2012: 1.323; 2013: 1.385). Die offizielle Gesamtzahl der zwischen 1998 und 2012 durch Suizid durch Selbstvergiftung mit Medikamenten in Deutschland verstorbenen Personen liegt bei 20.997 Personen. Es ist allerdings eine schwer zu taxierende Dunkelziffer in der Rechnung zu berücksichtigen, da auf diese Weise verübte Suizide – anders als relativ eindeutig als Suizide zu identifizierende Handlungen wie Selbsterschießung oder Erhängen – relativ häufig nicht als solche erkannt werden und daher vergleichsweise viele auf diese Art durchgeführte Selbsttötungen irrtümlich für Unfälle (disintentionale Selbsttötung) oder sogar natürliche Tode gehalten werden.
Seine höchste Verbreitung erreichte der Suizid durch Selbstvergiftung mit Medikamenten in der jüngeren Vergangenheit im Jahr 2003, in dem in Deutschland 1.483 Personen auf diese Weise starben. Seit der Jahrtausendwende hat sich die Zahl der auf diese Weise vollendeten Suizide auf einem Niveau von mehr als 1.200 und weniger als 1500 erfassten Toten pro Jahr eingependelt.
Geschlechtsspezifisch ist die Selbstvergiftung die von Frauen in der BRD am zweithäufigsten und die von Männern (nach dem Erhängen und dem Erschießen) am dritthäufigsten gewählte Suizidmethode bei den vollendeten Suiziden: In den Jahren 2011 bis 2013 starben in Deutschland 702 (2011), 635 (2012) 705 Frauen und 708, 688, 680 Männer auf diese Weise.

## Medizinische Erkenntnisse und Bewertung
In der Internationalen Klassifikation der Krankheiten und verwandter Gesundheitsprobleme (ICD) wird der Suizid durch Medikamente unter den Chiffren E950 (9. Revision, 1980) bzw. – bei präzisierender Ausdifferenzierung verschiedener Typen von Medikamenten – X62 bis X64 (10. Revision 2006) verzeichnet.
Suizid durch die Einnahme einer Überdosis Medikamente wird in der Fachliteratur üblicherweise als „weiche Suizidmethode“ klassifiziert, d. h. als eine nicht-gewalttätige und (theoretisch) mit geringen Schmerzen verbundene Suizidmethode, die vor allem von Menschen, deren Todeswunsch mit einem eher geringen Maß an Autoaggression verbunden ist, verwendet wird.

## Substanzen
Am häufigsten greifen Personen, die Suizidversuche mit Medikamenten unternehmen, zu Arzneimitteln, die dämpfend auf das zentrale Nervensystem wirken, sowie zu dem Analog-Antipyretikum Paracetamol. Letzteres war mindestens von 1997 bis 2005 nach Angaben der Giftnotrufzentralen das in Deutschland mit großem Abstand meistverwendete Medikament bei allen (d. h. den tödlich wie den nicht-tödlich endenden) Suizidversuchen. Ebenfalls recht häufig sind Suizidversuche mit Antihypertensiva (Betablocker, Calciumkanalantagonisten, ACE-Hemmer). Unter den Antidepressiva werden insbesondere trizyklische Antidepressiva häufig als Mittel zur Durchführung von Suizidversuchen herangezogen: Vergiftungen mit trizyklischen Antidepressiva stellen in Deutschland die zweithäufigste Intoxikation bei Erwachsenen in suizidaler Absicht dar. Weitere in signifikantem Maße verwendete Medikamente sind Benzodiazepine, Barbiturate und andere Schlafmittel.
Selten greifen Menschen wahllos zu beliebigen ihnen gerade verfügbaren Arzneimitteln, die sie für giftig halten. Ebenfalls selten sind Suizidversuche mit Substanzen wie Pestiziden, Frostschutzmitteln, Lösungsmitteln oder anderen Chemikalien, die Privatpersonen für den Haushalt, den Garten oder den Hobbybereich zur Verfügung stehen.
Ein verbreitetes Szenario ist auch, dass Personen für die Durchführung eines Suizidversuches in kombinierter Weise zu mehreren verschiedenen Medikamenten oder zu Medikamenten in Verbindung mit Alkohol greifen. So ist die akute Einnahme von Paracetamol in Kombination mit hochprozentigem Alkohol ein häufiges Suizid-Mittel in England. Laut Erhebungen der Bundesanstalt für Arbeitsschutz und Arbeitsmedizin werden bei rund 30 % aller Suizidversuche in Deutschland Medikamente mit Alkohol kombiniert.
Eine gelegentlich vorkommende Praxis ist, dass Personen, die einen Suizid mit Medikamenten unternehmen, zuvor Antibrechmittel (Antiemetika) einnehmen, um zu gewährleisten, dass die anschließend von ihnen eingenommenen – i. d. R. größeren – Medikamentenmengen vom Körper nicht infolge einer Aktivierung des Brechreizes (die bei der Einnahme größerer Medikamentenmengen häufig auftritt) wieder abgestoßen werden, sondern diese im Körper verbleiben, so dass diese ihre Wirkung entfalten.

### Toxizität
Präzise Angaben darüber, welche Dosis eines bestimmten Medikamentes tödlich ist (oder welche Medikamente in welcher Kombination miteinander bei welchen Dosierungen tödlich sind), lassen sich in den meisten Fällen nur mit großen Einschränkungen machen. Grund hierfür ist, dass die tödliche oder nicht-tödliche Wirkung einer bestimmten Einnahmemenge eines bestimmten Medikamentes (oder einer Medikamenten-Kombination) von einer Vielzahl von Faktoren, wie dem Alter, der Größe, dem Körperbau, dem Körpergewicht, der allgemeinen Konstitution und Gesundheit, individuellen Anfälligkeiten oder Resistenzen u. a. mehr, der dieses Medikament einnehmenden Person, abhängt.
Da die Erhebung von definitiven Richtwerten zu der Frage, welche Dosis eines Medikamentes tödlich wirkt, durch die Durchführung von Experimenten mit lebenden Personen aus medizinalethischen Gründen kaum möglich ist, kann sich die Forschung in der Regel nur auf Daten stützen, die in den Notfallstationen von Krankenhäusern, in Leichenschauhäusern und ähnlichen Stellen durch die Begutachtung von an Medikamentensuiziden verstorbenen Personen erhoben werden. Die Informationsgrundlage, auf der derartige Untersuchungen von Verstorbenen aufbauen, ist naturgemäß in den meisten Fällen nur sehr begrenzt, da nur noch die Daten erhoben werden können, die sich aus der Leiche als solcher (v. a. aus anatomisch-physiologischen Kenntnissen, die sich aus der Besichtigung und/oder Obduktion des Körpers ziehen lassen) ergeben, während weitere für den wissenschaftlichen Erkenntnisgewinn vitale Informationen (z. B. in welchem Tempo bzw. mit was für zeitlichen Abständen welche Mengen der final tödlich wirkenden Tabletten eingenommen wurden), aufgrund der Unmöglichkeit, solche Auskünfte von der verstorbenen Person (die i. d. R. die einzige ist, der diese Informationen bekannt sind) zu erlangen, häufig als ungeklärt offenbleiben müssen.
Sterbehilfe-Organisationen sowie prominente Verfechter des Rechtes auf einen selbstbestimmten Tod, wie Jean Améry, haben allerdings verschiedentlich aufgrund ihrer praktischen Tätigkeit in diesem Bereich bzw. ihrer eingehenden Auseinandersetzung mit der Materie tendenziell gültige Daten-Indizes zu der Frage, welche Dosierungen bestimmter Medikamente als Mindestdosis einzunehmen sind, damit die Chance einer tödlichen Wirkung besteht, und welche Dosierungen praktisch immer (also c.g.s. „definitiv“) den Tod hervorrufen, zusammengestellt. So existieren einschlägige Publikationen, die die medizinischen und toxikologischen Erkenntnisse zu dieser Frage zusammenstellen: Bekannt sind etwa die Broschüren A Guide to Self-Deliverance (herausgegeben von Exit England 1981), How to Die with Dignity (Exit Schottland 1980) oder der Leitfaden L’euthanasie légitimée der Niederländischen Vereinigung für freiwillige Lebensenden. Eine neuere Arbeit dieses Zuschnitts ist die Schrift Selbstbestimmt Sterben – Handreichung für einen rationalen Suizid.
Große Beachtung haben die Studien des Amerikaners Derek Humphry zu der Frage, wie sich ein möglichst angenehmer Tod praktisch bewerkstelligen lässt, gefunden: Dieser legte zunächst 1981 die Arbeit Let me die before I wake. Helmlock’s Book of Self-Deliverance for the Dying vor, der er 1991 sein Hauptwerk Final Exit. The Practicalities of Self-Deliverance and Assisted Suicide for the Dying nachfolgen ließ. Das zuletzt genannte Buch erfuhr, nachdem er zunächst ignoriert wurde, schließlich große Beachtung in den Medien und wurde in großer Zahl verkauft: Im März 1991 war Humphrys Buch in den Vereinigten Staaten das meistverkaufte Sachbuch überhaupt und im September 1991 war es sogar das meistverkaufte Buch aller Buchgattungen in den Vereinigten Staaten. Bis 1992 wurde Humphrys Werk in zwölf weitere Sprachen übersetzt.
Der als Verfechter des Rechtes auf Suizid bekannt gewordene Claude Guillon trug in den 1980er Jahren bei einer Querschnittsanalyse von medizinischen, toxikologischen und forensischen Werken, die sich mit dem Thema der Durchführung des Suizides mit Medikamenten befassen, die Richtwerte zu den letalen Dosierungen (LD) von damals (in Frankreich) gebräuchlichen Medikamenten aus den betreffenden Fachstudien zusammen.
2008 veröffentlichte die niederländische Stiftung zur Erforschung eines humanen, selbstbestimmten Sterbens („WOZZ-Sitchting“) in vierter Auflage das Werk Wege zu einem humanen selbstbestimmten Sterben in deutscher Sprache (die ersten drei Auflagen waren in niederländischer und englischer Sprache erschienen). Die Studie, die von einer Gruppe von renommierten Medizinern, Juristen und Soziologen unter Federführung des Anästhesisten Pieter Admiraal und des Psychiaters Boudewijn Chabot verfasst wurde, dokumentiert „gesicherte Informationen über Methoden humanen, selbstbestimmten Sterbens“ durch Selbsttötung mit Hilfe von Medikamenten. Das Werk fand starke mediale Resonanz und ein geteiltes Echo: Insbesondere von kirchlicher Seite wurde es angegriffen, während Verfechter des Rechtes auf einen selbstbestimmten Tod es lobten. 2012 wurde das Buch neu aufgelegt und zudem digital veröffentlicht.
Großes öffentliches Aufsehen erregte der US-amerikanische Mediziner Jack Kevorkian, der zwischen 1990 und 1998 knapp 100 unheilbar kranken Menschen dabei assistierte, sich mit Medikamenten zu töten, wobei die Betroffenen die zum Tod führende Handlung jeweils selbst ausführten: Dies erfolgte in der Weise, dass Kevorkian ein selbst entwickeltes Gerät zur Verfügung stellte, das eine zeitversetzte Infusion zweier Medikamente ermöglichte, die in Kombination miteinander den Tod bewirkten. Kevorkians Aktivitäten zogen in den Vereinigten Staaten und in vielen anderen Ländern eine umfangreiche Presseberichterstattung nach sich und lösten leidenschaftliche Debatten über die Frage über die Gebotenheit bzw. (Un-)Zulässigkeit der juristischen Anerkennung eines Rechtes auf einen selbstbestimmten Tod aus. Im Fokus wurde dabei insbesondere über die Frage gestritten, ob ein Recht von Personen (und insbesondere von Schwerkranken und qualvoll leidenden Personen) auf professionelle Unterstützung bei einer von ihnen gewünschten Selbsttötung durch Mediziner bei der Durchführung eines Suizides erlaubt oder untersagt sein sollte. Umgekehrt wurde entsprechend auch darüber gestritten, ob Mediziner das Recht haben sollten, Personen auf deren Wunsch hin bei ihrer Selbsttötung Unterstützung zu leisten. Kevorkian wurde aufgrund seiner Aktivitäten schließlich seine ärztliche Approbation entzogen. Außerdem wurde er zeitweise in Haft genommen. Verfechter der Legalität von physician-assisted death in den Vereinigten Staaten haben Kevorkian hingegen vielfach als einen wichtigen Vorkämpfer des Rechtes auf einen selbstbestimmten Tod gewürdigt. Gegenwärtig (2020) ist die Praktik des „physiscian-assisted death“ (die in den Statuten formal und linguistisch von Kritikern von „physician-assisted suicide“ unterschieden wird, wobei Gegner der Praktik anführen, dass beides in der Sache dasselbe sei) in neun US-Bundesstaaten (Colorado, Hawaii, Kalifornien, Maine, Montana, New Jersey, Oregon, Vermont und Washington) sowie dem District of Columbia legal.
In Deutschland betätigte sich der Hamburger Justizsenator Roger Kusch, ein bekennender Verfechter des Rechtes auf Freitod, im Jahr 2008 zeitweise auf eine Kervokians Aktivitäten in den USA analoge Weise, wobei er Sterbewilligen das Malariamedikament Chloroquin in Kombination mit dem Beruhigungsmittel Diazepam zur Selbsttötung zur Verfügung stellte. In der durch Kuschs Aktivitäten ausgelösten öffentlichen Debatte standen sich vehemente Kritik an seinem Tun und nachdrückliche Befürwortung gegenüber. Neben religiös und ethisch motivierter grundsätzlicher Ablehnung wurde Kusch insbesondere eine Kommerzialisierung des Themas vorgeworfen, da er zeitweise auf seiner Website Unterstützung bei der Selbsttötung gegen Bezahlung anbot. Auch das Verwaltungsgericht Hamburg rügte, während es die von Kusch geleistete Beihilfe zur Selbsttötung mit Medikamenten als nicht strafbar ansah, den Umstand, dass Kusch seine Beihilfe gegen Entgelt anbot, als „sozial unterwertige Kommerzialisierung“ eines sensiblen Sachverhaltes. Kuschs Fürsprecher lobten ihn hingegen dafür, dass er von ihm unterstützten Personen durch die Bereitstellung der ihnen von ihm ausgehändigten Medikamente ein humanes, da qualfreies und „friedliches“, Ableben ermögliche. In einem Beitrag für die Zeitung Die Welt stellte ein Autorenkollektiv aus mehreren in der „Stiftung zur Erforschung eines humanen, selbstbestimmten Sterbens“ zusammengeschlossenen kanadischen und niederländischen Medizinern, Juristen und Soziologen sich hinter die „Methode Kusch“. Zur Begründung führten sie eine Fallstudie von 25 Fällen an, bei denen ein Arzt Personen begleitet habe, die jeweils 6–8 Gramm Chloroquin in Kombination mit einer hohen Dosis Diazepam eingenommen hätten, was stets zu einem „tiefen und lang anhaltenden Schlaf“ und einem friedlichen Tod geführt habe. Kusch stellte seine Aktivitäten 2009 ein, nachdem Gerichte befanden, dass er diese als ein Gewerbe betreibe, eben dies – gewerbsmäßiges Betreiben von Sterbehilfe – aber ungeachtet der Legalität von Beihilfe zum Suizid als solcher juristisch unzulässig sei.

## Lage in Deutschland
In Deutschland stellte 2002 eine querschnittsgelähmte Frau beim Bundesamt für Arzneimittel (BfArM) in Bonn einen Antrag, ihr eine tödlich wirkende Menge Pentobarbital zur Durchführung eines Suizides zur Verfügung zu stellen. Im Jahr 2017 urteilte das Bundesverwaltungsgericht, dass in begründeten Einzelfällen schwerstkranken Personen dieses Medikament oder vergleichbare Medikamente zur Verfügung gestellt werden dürfen.
Im Februar 2020 fällte das Bundesverfassungsgericht die Entscheidung, dass das Recht auf Leben auch das Recht auf einen selbstbestimmten Tod sowie das Recht auf Hilfe zur Selbsttötung enthält, wobei es auch die bis dahin traditionell gültigen Restriktionen des Rechtes auf Suizid bzw. Sterbehilfe verwarf. Die zentrale Passage im Urteil des Verfassungsgerichtes lautet dabei:

„Der Entschluss zur Selbsttötung betrifft Grundfragen menschlichen Daseins und berührt wie keine andere Entscheidung Identität und Individualität des Menschen.(…) Das Recht auf selbstbestimmtes Sterben ist nicht auf fremddefinierte Situationen wie schwere oder unheilbare Krankheitszustände oder bestimmte Lebens- und Krankheitsphasen beschränkt. Es besteht in jeder Phase menschlicher Existenz.“

Doris Arp vom Deutschlandfunk fasste die sich aus den Ausführungen der Richter faktisch ergebenden Ergebnisse mit der Formel zusammen: „Egal wie alt, wie jung, wie reich oder arm, wie krank oder gesund – wer lebensmüde ist, hat [gemäß der Rechtsauslegung des Verfassungsgerichtes] das Recht auf Hilfe zur Selbsttötung.“
Im Einzelnen hat das Verfassungsgericht dabei bestimmt, dass aktive Sterbehilfe in dem Sinne, dass eine dritte Person einer Person mit Sterbewunsch tödliche Medikamentendosierungen verabreicht, weiterhin unzulässig ist, dass demgegenüber jedoch ein Anspruch Sterbewilliger besteht, dass ihnen tödliche Medikamente zwecks Selbsteinnahme zur Verfügung gestellt werden, d. h. dass sie zwar kein Recht auf aktive Sterbehilfe, jedoch auf Sterbehilfe im Sinne auf eine Beihilfe zur Selbsttötung mit (putativ) angenehmen Mitteln – was im Regelfall heißt: Selbsttötung mit Medikamenten – haben („Das tödliche Medikament muss jeder selbst schlucken“).
Den öffentlichen Verlautbarungen von Abgeordneten verschiedener Parteien zufolge bestehen jedoch Tendenzen, der sehr weitreichenden Grundsatzentscheidung in der Praxis auf legislativem Weg nachträglich Korsettstangen einzuziehen, die darauf abzielen, (mutmaßlich) voreilige oder unüberlegte Selbsttötungen durch entsprechende Regulierungen wie z. B. die Stipulierung einer Beratungspflicht durch einen Mediziner vor der Zur-Verfügung-Stellung von Medikamenten zu verhindern. Zu bemerken ist zudem, dass das vom Verfassungsgericht proklamierte Recht bisher weitgehend theoretisch besteht und in der praktisch-materiellen Wirklichkeit nur bedingt Geltung erlangt hat.

## Prävention
Zur Verhinderung von Suiziden sind viele Staaten in den vergangenen Jahrzehnten dazu übergegangen, Regulierungen zu erlassen, die die Quantität von vielen Medikamenten, die potentiell tödlich wirken können, die in einer einzelnen Packung enthalten sind, so weit reduzieren, dass die Einnahme sämtlicher in einer Packung enthaltenen Pillen (bzw. sonstiger in einer Packung enthaltenen Darreichungsmedien) nicht hinreicht, um den potentiell tödlichen Wirkstoff des betreffenden Medikamentes im Körper in derart hohem Maß zu konzentrieren, dass die Gefahr des Auftretens einer tödlichen Wirkung besteht.
Komplementär hierzu werden Ärzte und Apotheker seit einigen Jahren dazu angehalten, dem Vorhandensein von einer für einen Suizid ausreichenden Masse von Medikamenten bzw. Medikamentenpackungen in den Händen von ggf. suizidgefährdeten Personen durch zurückhaltende Verschreibung bzw. Ausgabe von Medikamenten entgegenzuwirken. Dies erfolgt, indem Ärzten nahegelegt wird, im Falle, dass sie es für erforderlich halten, dass ein Patient ein gefährliches Medikament über längere Zeit hinweg einnimmt, sie diesem Patienten das betreffende Medikament nicht en bloc verschreiben, indem sie keine Rezepte für den Erhalt einer großen Zahl von Packungen ausstellen, sondern nur Rezepte für einzelne (oder zumindest für wenige) Packungen verschreiben und erst nach dem Aufbrauch der betreffenden Packungen Rezepte für weitere Packungen ausstellen. Apothekern wird entsprechend nahegelegt, sich bei der Aushändigung von harten Medikamenten an Kunden darauf zu beschränken, bei einer Transaktion nur jeweils einzelne oder wenige Packungen an Kunden auszuhändigen und auf die Überlassung einer größeren Menge von Packungen auf einmal zu verzichten.
Durch diese Verschreibungs- und Ausgabepraxis soll also das bewusste Ansammeln (Horten) von Medikamenten, die in großen Mengen tödlich sind, verhindert werden bzw. soll vermieden werden, dass Personen, die kurzfristig-spontan in eine Suizidstimmung verfallen, in der Lage sind, Kurzschlusshandlungen zu begehen, weil sich entsprechend große Medikamentenmengen in ihren Händen befinden.
In vielen westlichen Ländern werden verschiedene Typen von rezeptpflichtigen Medikamenten, die in früheren Jahren häufig zur Durchführung von Suiziden verwendet wurden (nachdem sie zu anderen Zwecken verschrieben worden waren), aufgrund von geänderten Verschreibungsempfehlungen bzw. -vorgaben weitaus seltener als früher verschrieben. Einige früher häufig verschriebene Medikamente sind heute gar nicht mehr verschreibbar. So wurde das als Schlafmittel verkaufte Barbiturat Veronal bis zu seiner „Aus-dem-Verkehrsnahme“ in den 1950er Jahren häufig zu Suiziden benutzt (so z. B. durch Nelly Neppach oder Stefan Zweig). Seit der Jahrtausendwende ist die legale Erhältlichkeit von Barbituraten als Medikamentengruppe überhaupt aufgrund von Sucht- und Suizidrücksichten massiv reduziert worden. Weitgehend parallel hierzu ist allerdings seit Anbeginn des Internetzeitalters der Trend zu verzeichnen, dass die erschwerte Erhältlichkeit derartiger Medikamente auf dem legalen Weg mit Hilfe des Internets umgangen wird, indem diese über ausländische Internetapotheken bezogen werden, die diese rezeptfrei anbieten, mit der Folge, dass Barbiturate nach wie vor mit nicht unerheblicher Häufigkeit zur Durchführung von Suiziden zur Anwendung kommen.
Auch bei einigen rezeptfrei erhältlichen Medikamenten sind die Packungseinheiten auf kleinere Dosierungen reduziert worden, um suizidgeeignete Medikamentenkonzentrationen in den Händen von anfälligen Personen zu verhindern: So wurde die Zahl der in einer Standardpackung Paracetamol enthaltenen Tabletten in Großbritannien im Jahr 1998 reduziert, um so die Menge von in einer Packung enthaltenen Menge dieses Medikamentes zu verringern. Anfang der 2000er zogen Irland und Frankreich nach. In Deutschland wurde eine entsprechende Herabsetzung der in einer Packung Paracetamol enthaltenen Pillen auf Veranlassung des Gesundheitsministeriums im Jahr 2009 durchgeführt. Eine die Jahre 1998 bis 2009 betreffende Auswertung der Fachzeitschrift Medical Journal kam 2013 zu dem Ergebnis, dass die Zahl der Suizide und unklaren Todesfälle in Großbritannien in den elf Jahren nach der Begrenzung der Packungsgröße um 43 % gesunken sei, so dass es in England und Wales im Vergleich zu dem vorangegangenen Zeitraum zu geschätzt 765 weniger Todesfällen durch Überdosierungen von Paracetamol gekommen sei.

## Bekannte Beispiele
Ein im deutschen Raum besonders bekanntes Beispiel für eine Selbsttötung mit Medikamenten ist die Ehefrau des ehemaligen Bundeskanzlers Helmut Kohl, Hannelore Kohl, die sich im Sommer 2001, nach einer langjährigen schmerzhaften Erkrankung an einer Lichtallergie, durch die Einnahme von Medikamenten tötete.
Weitere Beispiele:
- 1933: Die Tennisspielerin Nelly Neppach tötete sich aufgrund der sozialen Ausgrenzung, die sie im neu errichteten NS-Systems aufgrund ihrer jüdischen Abstammung erlebte, in der Nacht vom 7. zum 8. Mai 1933 in ihrer Berliner Wohnung mit dem Schlafmittel Veronal.
- 1942: Der Schriftsteller Stefan Zweig und seine Ehefrau töteten sich in der Nacht vom 22. zum 23. Februar 1942 in Petrópolis bei Rio de Janeiro mit einer Überdosis Veronal.
- 1972: Die Schauspielerin Gia Scala starb am 30. April 1972 durch die absichtliche Einnahme einer Überdosis Schlaftabletten.